# Гватемальско-иорданские отношения
Гватемальско-иорданские отношения — двусторонние дипломатические отношения между Гватемалой и Иорданией. Отношения были установлены 31 января 1990 года.

## История отношений
Отношения между странами были установлены 31 января 1990 года.
21 апреля 2015 года хашимитский принц Али бен Аль Хусейн посетил Гватемалу в рамках своей кампании за пост президента ФИФА. Вице-министр иностранных дел Родриго Вильманн приветствовал его в штабе ВВС Гватемалы.
8 июля 2016 года посол Иордании в Мексике и по совместительству в Гватемале Ибрагим Обейдат вручил свои письма президенту Гватемалы Джимми Моралесу. Оба не исключили открытия торговых путей с Гватемалой, а министр иностранных дел Гватемалы высоко оценил политическую стабильность и посредническую роль Иорданского Хашимитского Королевства в конфликтах между Израилем и Палестиной, а также является региональное лидерство, несмотря на гражданскую войну в Сирии и войну против Исламского государства.

## Дипломатические миссии
- У Гватемалы есть аккредитированное Посольство в Каире[5], Египет, и почётное консульство в Аммане[6]
- У Иордании есть аккредитированное посольство в Мехико[7], Мексика